# Vicent Aguilera i Cerni
Vicent Aguilera i Cerni (València, 1920 - 2005) fou un crític d'art, assagista i acadèmic valencià. President del Consell Valencià de Cultura entre 1994 i 1996.
Vicente Aguilera estudià dret i filosofia i lletres a la Universitat de València, fou un dels creadors del Grup Parpalló de València, que en la dècada dels anys cinquanta va promoure l'avantguarda en la ciutat i en les dècades següents va afavorir diversos grups i iniciatives renovadores.
Aguilera Cerni va ser director i fundador del Museu d'Art Contemporani de Vilafamés (Plana Alta) i membre del patronat del Museu Espanyol d'Art Contemporani de Madrid i de la Junta Rectora del Museu d'Art Contemporani d'Elx (Baix Vinalopó). Va presidir l'Associació Espanyola de Crítics d'Art i també el Consell Valencià de Cultura de la Generalitat valenciana.
Autor de nombrosos llibres, entre ells cap destacar "La aventura creadora", "Julio González, panorama del nuevo arte español", "Iniciación al arte español", "Porcar, documentos y testimonio", "Diccionario de arte moderno", "Joaquín Vaquero, Luis Prades y Ripolles".
En 1959 li va ser concedit el Primer Premi Internacional de la Crítica en la XXIX Bienal de Venècia i aquest mateix any va aconseguir el Premi Pi Suñer. En 1995 la medalla d'or de la Presidència del Consell de Ministres d'Itàlia i en 1989, el Premi de les Lletres Valencianes.
Políticament va militar al Partit Socialista Popular del País Valencià (PSP-PV) del qui va ser president durant el període que va de 1975 al de 1978 quan el partit s'unificà amb el Partit Socialista Obrer Espanyol (PSOE) on va militar fins a la seua mort.
En els darrers anys era president d'honor de l'Associació Espanyola de Crítics d'Art, Acadèmic de Belles Arts de San Carlos i doctor honoris causa per la Universitat Politècnica de València (UPV).
Va morir l'1 de gener de 2005 al seu domicili de València amb 84 anys

## Obres
- Aguilera Cerní, Vicent. Plàstica valenciana contemporània. Mostra art valencià 87. Alcoi: Centre Municipal de Cultura d'Alcoi, 1987